# ميتشواكان
ميتشواكان (بالإسبانية: Michoacán)‏، واسمها العرفي ميتشواكان دي أوكامبو (بالإسبانية: Michoacán de Ocampo)‏، واسمها رسميا ولاية ميتشواكان دي أوكامبو الحرة وذات السيادة (بالإسبانية: Estado Libre y Soberano de Michoacán de Ocampo)‏، هي إحدى ولايات المكسيك الواحدة والثلاثين. تنقسم الولاية إلى 113 بلدية عاصمتها هي مدينة موريليا (والتي سميت سابقا بلد الوليد). سميت المدينة بهذا الاسم على خوسيه ماريا موريلوس، أحد أبطال حرب الاستقلال المكسيكية.
تقع ميتشواكان في غرب المكسيك، ولها شريط ساحلي يمتد على المحيط الهادي إلى الجنوب الغربي. وتحدها ولايات كوليما وخاليسكو إلى الغرب والشمال الغربي، غواناخواتو إلى الشمال، كيريتارو إلى الشمال الشرقي، ولاية مكسيكو إلى الشرق، وغيريرو في جنوب شرق البلاد.
أتى اسم ميتشواكان من كلمة Michhuahcān في لغة الناواتل: حيث تقسم إلى كلمة michhuah («من يملك الأسماك») وكلمة-cān («مكان») وتعني «مكان الصيادين» في إشارة إلى الصيادين في بحيرة باتزكوارو. في عصر ما قبل قدوم الإسبان، كانت منطقة موطن إمبراطورية بوريبيتشا، والتي نافست إمبراطورية الأزتيك في زمن مجيء الإسبان. أصبحت الإمبراطورية مقاطعة منفصلة بعد الغزو الإسباني، وأصبح حجمها أصغر خلال الفترة الاستعمارية. لعبت الولاية وسكانها دوراً رئيسيا في حرب الاستقلال المكسيكية. واليوم فهي لا تزال موطنا لأفراد قبيلة بوريبيتشا وكذلك قبائل أوتومي وناهوا. ويعتمد الاقتصاد على الزراعة وصيد الأسماك والتعدين وبعض الصناعات. وتعتمد السياحة في الولاية هو منطقة بحيرة باتزكوارو-تزينتزونتزان-كيروغا، التي كانت مركز إمبراطورية بوريبيتشا، وكذلك الحدائق الوطنية أو الجهوية التي تمثل مواطن شتوية للفراشات الملكية ("Mariposas Monarca") وحديقة حيث يوجد منبع نهر كوباتيتزيو.
تشتهر ميتشواكان بالمكسيك بمنطقة غابات في أعالي سييرا نيفادا تتجمع فيها كل سنة حشود كبيرة جدا من فراشة المونارش لقضاء شهر الشتاء. تأتي تجمعات نحو 100 مليون من تلك الفراشة ذات اللونين البرتقالي والأسود بعد أت تقطع مسافة نحو 3600 كيلومترا قادمة من شمال الولايات المتحدة وكندا، حيث تجد الجو الدافئ والغذاء الكافي لمعيشتهم أثناء الشتاء. ومن العجيب أن نسل فراشة المونارش لا تقطع المسافة التي قطعها آبائهم في رحلة العودة مرة واحدة، بل على فترات عبر ثلاثة أجيال. وفراشة مونارش هذه من أكثر الفراشات التي قام بدراستها علماء الأحياء بسبب ظاهرة رحيلها هذه عبر آلاف الأميال والعودة إلى وطن الأجداد.

## أعلام
- ليوباردو لوبيس
- رامون موراليس
- بيدرو دي ألفارادو
- هيكتور بوليدو
- دومينغو
- غلوريا تابيا
- كارلوس أدريان موراليس
- روخيليو سانشيز غونزاليس
- جيكوب فارجاس

## اقرأ أيضا

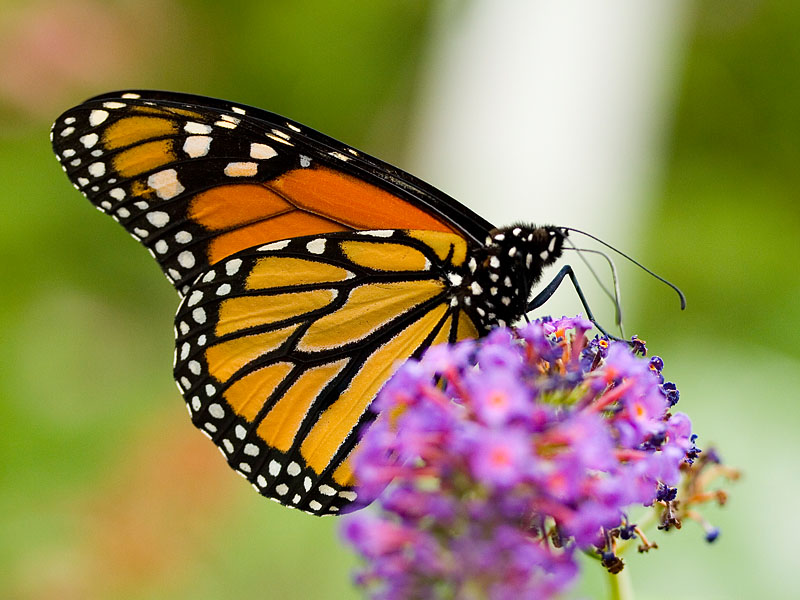
فراشة مونارش Danaus plexippus

- فراشة مونارش